# Колыванское наместничество
Колыванское наместничество (Колыванская губерния) — административно-территориальное образование на юго-востоке западной Сибири Российской империи, существовавшее в 1783—1796 годах.
Колыванская губерния была создана указом Екатерины II № 15.679. 6 марта 1783 путём переименования Колыванской области, выделенной в 1779 в составе Тобольской губернии.
Указом № 15.733. от 12 мая 1783 центром губернии стал Бердский острог, переименованный в город Колывань. Включала 5 уездов: Колыванский, Бийский, Кузнецкий, Семипалатинский и Красноярский.
Указом № 15.737. от 16 мая 1783 года образовано Колыванское наместничество в составе одной Колыванской губернии и утвержден штат.
25 Октября 1783 Сенату было доложено генерал-губернатором Якоби об открытии Колыванской Губернии 28 июля 1783.
Колыванское наместничество заключало в составе своем всю округу Колывано-Воскресенских заводов, и всю почти южную часть нынешней Западной Сибири, так что наместничества Тобольское и Колыванское простирались почти параллельно, одно на северной и средней, другое по южной полосе Сибири. Иркутское наместничество во всю широту их замыкало с востока.
В 1783 году Якоби, Иван Варфоломеевич был перемещён на должность генерал-губернатора Иркутского и Колыванского наместничеств.
Колыванское наместничество не успело получить герба. В «Российском атласе, состоящем из сорока четырех карт и делящем империю на сорок два наместничества» (1792), где карта каждого наместничества сопровождается аллегорической композицией с гербом, вместо нее изображен пустой щит герба Колыванского наместничества.
В 1796 году наместничество было упразднено, а его территория была разделена между Иркутской губернией и Тобольской губернией. Подлежал упразднению и административный центр губернии (сохранился как село Бердское, ныне город Бердск), а город с названием Колывань был образован на месте Чаусского острога в 1822 году.
В составе Колыванской губернии находились территории проживания бельтиров, бирюсинцев и сагайцев (левобережье р. Абакан, верховья р. Томи, pp. Июсов (р.Чёрный Июс, р.Белый Июс), частично pp. Мрассы и Кондомы), являвшихся ясачными Кузнецка; земли качинцев и аринцев (левобережье р. Енисей от р. Белый Июс до р. Камышта) входили в ведомство Красноярского уезда.

## Административное деление
Колыванское наместничество включало 5 уездов:
- Бийский уезд
- Колыванский уезд
- Красноярский уезд
- Кузнецкий уезд
- Семипалатинский уезд

## Руководители наместничества

### Генерал-губернаторы
- 1784—1789 — Якоби, Иван Варфоломеевич
- 1789—1794 — Пиль, Иван Алферьевич

### Правитель наместничества
- 1779—1785 — Меллер, Борис Иванович
- 1785—1799 — Качка, Гавриил Симонович[18]

## См.также
- Наместничества при Екатерине II
- Список наместничеств Российской империи
- Областная реформа Екатерины II